# (2101) Adonis
(2101) Adonis ist ein erdnaher Asteroid aus der Gruppe der Apollo-Asteroiden. Dies sind Himmelskörper, deren Bahnen die Erdbahn kreuzen können.
Adonis wurde am 12. Februar 1936 von Eugène Delporte entdeckt und nach Adonis, einem schönen Jüngling aus der griechischen Mythologie, benannt.
Der Asteroid ging später verloren und konnte erst 1977 wieder aufgefunden werden. Berechnungen haben gezeigt, dass sich Adonis der Erde im Jahre 1926 bis auf 2,5 Millionen Kilometer genähert hatte.
Adonis läuft auf einer exzentrischen Bahn zwischen 0,4406 AE (Perihel) und 3,3069 AE (Aphel) in 2,56 Jahren um die Sonne. Die Bahnexzentrizität beträgt 0,7649, wobei die Bahn 1,348° gegen die Ekliptik geneigt ist.
Die Größe von Adonis wird auf 0,5 bis 1,2 km geschätzt.

## Trivia
Im Comicband Schritte auf dem Mond (französischer Originaltitel: On a marché sur la Lune) von 1954, dem siebzehnten Album der Serie Tim und Struppi des belgischen Zeichners Hergé, spielt der Asteroid eine Rolle und wird mit einer viel zu hohen Schwerkraft beschrieben.